# Florin Corbeanu
Florin Corbeanu (* 17. März 1976 in Bukarest) ist ein ehemaliger rumänischer Ruderer.

## Biografie
Florin Corbeanu gewann bei den Weltmeisterschaften 1997 mit dem rumänischen Achter die Silbermedaille. Bei den Olympischen Sommerspielen 2000 belegte er im Vierer ohne Steuermann den zehnten Rang. Im Folgejahr wurde er mit dem Achter Weltmeister. Bei seiner zweiten Olympiateilnahme 2004 in Athen startete er erneut im Vierer ohne Steuermann, wo er mit Daniel Măstăcan, Ovidiu Cornea und Gheorghița Munteanu jedoch bereits im Vorlauf ausschied und im Endklassement den letzten der 13 Plätze belegte.